# Bureau des transports de la ville de Yokohama
Le Bureau des transports de la ville de Yokohama (横浜市交通局, Yokohama-shi Kōtsūkyoku) est une agence publique dépendant de la municipalité de Yokohama au Japon. Elle gère le réseau de métros et de bus de la ville.

## Réseaux actuels
- Métro de Yokohama (2 lignes, 53,4 km),
- Bus municipal de Yokohama.

## Anciens réseaux
- Tramway de Yokohama (fermé en 1972),
- Trolleybus municipal de Yokohama (fermé en 1972).